# (200219) 1999 TF220
(200219) 1999 TF220 es un asteroide perteneciente al cinturón de asteroides, descubierto el 1 de octubre de 1999 por el equipo del Catalina Sky Survey desde el Catalina Sky Survey, Arizona, Estados Unidos.

## Designación y nombre
Designado provisionalmente como 1999 TF220.

## Características orbitales
1999 TF220 está situado a una distancia media del Sol de 2,660 ua, pudiendo alejarse hasta 3,181 ua y acercarse hasta 2,140 ua. Su excentricidad es 0,195 y la inclinación orbital 4,939 grados. Emplea 1585,23 días en completar una órbita alrededor del Sol.

## Características físicas
La magnitud absoluta de 1999 TF220 es 16,2.